# Ревенко Анатолій Дмитрович
Анатолій Дмитрович Ревенко (нар. 2 листопада 1952) — український державний діяч, Народний депутат України VII скликання (з 26 березня 2014 року).

## Біографія
Народився 2 листопада 1952 року у с. Княжичі Броварського району Київської області. Закінчив Київський державний університет ім. Т. Г. Шевченка (1978), кандидат економічних наук, доцент.
З 1971 — водій електрокари Дарницького заводу по ремонту дорожньої техніки у м. Києві.
З 1978 — викладач у Жданівському металургійному інституті Донецької області.
У 1985 — закінчив аспірантуру Київського державного університету ім. Т.Шевченка.
З 1985 — старший викладач, завідувач кафедри Кіровоградського державного педагогічного інституту ім. О. С. Пушкіна, директор Кіровоградського регіонального центру сертифікатних аукціонів, заступник голови Кіровоградської облдержадміністрації, голова Кіровоградського обласного територіального відділення Антимонопольного комітету України.
З жовтня 2004 — займався підприємницькою діяльністю та працював на громадських засадах.
З 11 березня 2005 — перший заступник голови Кіровоградської облдержадміністрації.
З 2 листопада 2007 — тимчасовий виконувач обов'язків голови Кіровоградської обласної державної адміністрації.
З 2005 по 2008 рр. — перший заступник голови Кіровоградської обласної державної адміністрації.
У 2008 році — перший заступник директора Київської міської філії державного підприємства «Укрдержбудекспертиза».
У 2009 році — доцент кафедри «Менеджмент організацій» економічного факультету Кіровоградського інституту розвитку людини «Україна».
З вересня 2009 року — виконувач обов'язків першого заступника голови обласної державної адміністрації.
Голова підкомітету з питань вищої освіти та інтелектуальної власності Комітету Верховної Ради з питань науки і освіти.

## Участь у політичних партіях
Політичну кар'єру починав в 1990-х в «Народному Русі України», очолював Кіровоградську обласну організацію партії. У 2005 році керував міською організацією партії "Народний Союз «Наша Україна», з 2008 по 2010 — Кіровоградською обласною організацією «Єдиний Центр». У листопаді 2011 року вступив до партії «УДАР Віталія Кличка» та очолив її Кіровоградську обласну організацію.